# Aphis rukavishnikovi
Aphis rukavishnikovi är en insektsart. Aphis rukavishnikovi ingår i släktet Aphis och familjen långrörsbladlöss. Inga underarter finns listade i Catalogue of Life.